# Josef Ernst Köpplinger
Josef Ernst Köpplinger (* 21. Juli 1964 in Hainburg an der Donau) ist ein österreichischer Opern-, Operetten-, Musical- und Schauspielregisseur und Intendant.

## Biografie

### Ausbildung und Anfänge
Nach dem Besuch der Volks- und Hauptschule in seiner Heimatstadt Bruck an der Leitha und der Mittelschul-Oberstufe in Eisenstadt studierte er an der Hochschule für Musik und darstellende Kunst in Wien. Neben der Ausbildung zum Pianisten wurde er als jüngster Spielleiter von Marietheres List 1988 an die Städtischen Bühnen Regensburg engagiert. In der Saison 1988/89 war er Leiter des Jugendtheaters an den Städtischen Bühnen Regensburg.
Seit 1990 arbeitet er international als freischaffender Regisseur für Oper, Operette, Musical und Schauspiel.

### Stationen
Wichtige Stationen waren das Volkstheater Wien, die Volksoper Wien, die Musikfestivals KlangBogen Wien und Mozart in Schönbrunn, die Kammeroper Wien, das Opernhaus Graz, das Staatstheater Saarbrücken, das Staatstheater Schwerin, die Berliner Kammerspiele, das Staatstheater am Gärtnerplatz in München, die New National Opera Tokio, die Opéra du Rhin in Straßburg und die Hamburgische Staatsoper, sowie das Wiener Theater in der Josefstadt.
Arthur Schnitzlers Theaterstück Das weite Land war 2010 seine erste Regiearbeit am Theater in der Josefstadt (Koproduktion mit dem Stadttheater Klagenfurt). In der Spielzeit 2015/16 inszenierte Köpplinger dort Georges Feydeaus Der Gockel. In der Spielzeit 2017/18 inszenierte er am Staatstheater Nürnberg die Rossini-Oper Der Barbier von Sevilla. In der Spielzeit 2018/19 brachte er Ferdinand Raimunds Zaubermärchen Der Bauer als Millionär in einer Neuinszenierung auf die Bühne des Theaters in der Josefstadt, wobei er sich der Originalpartitur Joseph Drechslers bediente.

### Intendanzen
Von 1999 bis 2003 war Köpplinger Intendant des Musicalfestivals Schloss Prugg in Niederösterreich. Von 2004 bis 2007 war Köpplinger Schauspielintendant am Theater St. Gallen in der Schweiz.
2007 wurde Köpplinger zum Intendanten des Stadttheater Klagenfurt berufen. Er hatte diese Funktion von 2007 bis 2012 inne. Dort initiierte er 2010 den MUT-Wettbewerb für musikalisches Unterhaltungstheater. Unter Köpplingers Intendanz fiel auch zum 100-jährigen Bestehen des Landestheaters Klagenfurt die Uraufführung der bisher verschollenen Cherubini-Oper Koukourgi in der Spielzeit 2010/11, die von 3sat live übertragen wurde.
Seit der Spielzeit 2012/13 ist Josef Ernst Köpplinger Staatsintendant des Staatstheaters am Gärtnerplatz in München. Dort setzt er neben Oper und Operette Schwerpunkte als Uraufführungshaus, z. B.: Friedrich Cerhas Onkel Präsident. Weitere Uraufführungen unter Köpplingers Intendanz waren Marc Schubrings und Wolfgang Adenbergs Musical Gefährliche Liebschaften (Spielzeit 2014/15), Johanna Doderers Oper Liliom (mit Köpplingers Libretto, Spielzeit 2016/17) und das Musical Pumuckl von Franz Wittenbrink (Spielzeit 2017/18). In der Saison 2017/18, der ersten Saison nach der fünfjährigen Generalsanierung des Hauses, die im Oktober 2017 mit einer Wiedereröffnungs-Gala begann, konnte Köpplinger eine Platzauslastung von 96 % erzielen. Im Juli 2021 wurde sein Intendantenvertrag um weitere vier Jahre bis Ende August 2027 verlängert. Im Februar 2024 wurde sein Intendantenvertrag bis Ende August 2030 verlängert.
Er ist Gründer der St. Galler Autorentage unter Jurymitgliedern wie u. a. Joshua Sobol, Peter Turrini, Felix Mitterer, Birgit Doll und des MUT – Wettbewerbs für Musikalisches Unterhaltungstheater. Köpplinger erhielt mehrere Auszeichnungen, darunter 2013 den Kulturpreis Bayern.

## Auszeichnungen
- 2023 wurde Köpplinger der Bayerische Verfassungsorden verliehen.[17]
- 2024: Österreichisches Ehrenkreuz für Wissenschaft und Kunst I. Klasse[18][19]

## Inszenierungen (Auswahl)
- 2006: Der Evangelimann, Volksoper Wien
- 2008: Der Barbier von Sevilla, Volksoper Wien
- 2009: Ariadne auf Naxos, Volksoper Wien
- 2010: Das weite Land, Theater in der Josefstadt (Koproduktion mit dem Stadttheater Klagenfurt)
- 2010: Ariadne auf Naxos, Staatstheater Nürnberg
- 2012: La Traviata, Aalto-Theater Essen
- 2012: Im weißen Rössl, Gärtnerplatztheater München
- 2013: Der Mann von La Mancha, Gärtnerplatztheater München
- 2014: Tschitti Tschitti Bäng Bäng, Kontinentale Erstaufführung, Gärtnerplatztheater München
- 2014: Die Zirkusprinzessin, Gärtnerplatztheater München
- 2014/15: Die Zirkusprinzessin, Deutsche Oper am Rhein Duisburg
- 2015: Singin’ in the Rain, Gärtnerplatztheater München
- 2016: Das Lächeln einer Sommernacht, Gärtnerplatztheater München
- 2016: Il barbiere di Siviglia, Neues Nationaltheater Tokio
- 2016/17: Anything Goes, Gärtnerplatztheater München
- 2017: West Side Story, Oper Graz
- 2017: Die Faschingsfee, Gärtnerplatztheater München
- 2017/18: Die Zirkusprinzessin, Gärtnerplatztheater München
- 2017: Die lustige Witwe, Gärtnerplatztheater München
- 2018: Viktoria und ihr Husar, Gärtnerplatztheater München
- 2018: My Fair Lady, Gärtnerplatztheater München
- 2018: Der Bauer als Millionär, Theater in der Josefstadt
- 2018: Dantons Tod, Wiener Staatsoper
- 2019: Drei Männer im Schnee, Gärtnerplatztheater München
- 2019: On the Town, Gärtnerplatztheater München
- 2019: Der Rosenkavalier, Oper Bonn
- 2020: Die Großherzogin von Gerolstein, Semperoper Dresden
- 2020: Die Zauberflöte, Semperoper Dresden
- 2021: Der Barbier von Sevilla, Gärtnerplatztheater München
- 2021: Der Rosenkavalier, Volksoper Wien
- 2022: Die Fledermaus, Gärtnerplatztheater München
- 2023: Die Großherzogin von Gerolstein, Gärtnerplatztheater München
- 2023: Figaros Hochzeit, Gärtnerplatztheater München
- 2024: Les Misérables, Gärtnerplatztheater München
- 2025: La Cage aux Folles, Gärtnerplatztheater München